# John Duncan (explorateur)
Pour les articles homonymes, voir John Duncan.
John Duncan, né en 1805 dans le Wigtownshire à la ferme de Culdoch près de Kirkcudbright et mort le 3 novembre 1849 dans le golfe du Bénin, est un explorateur britannique.

## Biographie
John Duncan participe dès 1841 à une expédition au Niger lors de laquelle il est blessé par une flèche empoisonnée. Dans le but de visiter les monts de Kong, il organise de 1842 à 1844 deux expéditions dans l'intérieur de l'Afrique en suivant le fleuve Niger. Blessé, il parvient au Dahomey et passe Abomey (1845) avant de revenir à la côte.
Vice-consul à Ouidah, il met en place en 1849 une troisième expédition mais atteint d'une violente fièvre, il meurt lors du trajet en bateau sur le navire Kingfisher, le 3 novembre.

## Publication
- Travels in western Africa in 1845 and 1846 comprising a journey from Whydah through the Kingsdon of Dahomay to Adofoodia in the interior (publié en 1847)

## Hommage
Il fait partie de la longue liste d'explorateur donnée par Jules Verne dans le premier chapitre de son roman Cinq semaines en ballon.